# In una sera/Un fiore
In una sera/Un fiore è un brano del gruppo musicale italiano Capsicum Red, pubblicato nel 1972 come singolo. 
Singolo promozionale mai realizzato ufficialmente.

## Tracce
1. In una sera
2. Un fiore

## Formazione
- Red Canzian - chitarra, voce
- Mauro Bolzan - organo Hammond, pianoforte, sintetizzatore
- Paolo Steffan - basso, voce, pianoforte
- Roberto Balocco - batteria

Note aggiuntive
- Pino Massara - produzione
- Gianluigi Pezzera - ingegnere del suono